# Пронин, Иван Георгиевич
Иван Георгиевич Пронин (23 ноября 1900 года, с. Голованово, Псковский уезд, Псковская губерния — 30 апреля 1961 года, Москва) — советский военный деятель, полковник (16 июля 1940 года).

## Начальная биография
Иван Георгиевич Пронин родился 23 ноября 1900 года в селе Голованово Горошинской волости Псковского уезда Псковской губернии.

## Военная служба

### Гражданская война
В октябре 1918 года добровольно вступил в красногвардейский отряд путиловских рабочих, после чего принимал участие в боевых действиях против белоэстонцев в районе города Гдов. В феврале 1919 года отряд включён в состав РККА, а И. Г. Пронин зачислен в 35-й отдельный железнодорожный батальон, в составе которого красноармейцем и делопроизводителем принимал участие в боях против войск под командованием генерала Н. Н. Юденича в ходе обороны Петрограда. В конце 1919 года батальон передислоцирован на Украину в район ст. Тетерев и вскоре участвовал в боевых действиях против войск под командованием генерала А. И. Деникина и С. В. Петлюры в районе Киева.
В апреле 1920 года И. Г. Пронин заболел тифом, после чего лечился в Киевском госпитале и затем находился в местном караульном батальоне, в конце июля направлен на учёбу на Пензенские кавалерийские курсы, которые осенью были передислоцированы в Новочеркасск и переименованы в 10-е Новочеркасские кавалерийские курсы, курсантом которых участвовал в боях против воинских формирований под командованием Маслака, Маруси и других. После окончания курсов в апреле 1922 года назначен на должность командира взвода в составе 84-го кавалерийского полка (14-я кавалерийская дивизия), а затем служил командиром взвода и помощником начальника отряда и участвовал в ликвидации бандформирований под руководством Ющенко и Фостикова на Северном Кавказе.

### Межвоенное время
В октябре 1922 года И. Г. Пронин направлен на учёбу на повторные курсы комсостава РККА в Ростове-на-Дону, после окончания которых 1923 году назначен на должность помощника командира эскадрона в составе того же 84-го кавалерийского полка.
В октябре 1924 года направлен на учёбу на курсы «Выстрел», после окончания которых в октябре 1925 года назначен на должность командира пулемётного эскадрона в составе 60-го Бугского кавалерийского полка (10-я Майкопская кавалерийская дивизия), в октябре 1926 года — на ту же должность в составе 55-го Дубненского кавалерийского полка этой же дивизии, а в феврале 1930 года — на должность преподавателя стрелкового дела в Тверской кавалерийской школе.
В мае 1931 года направлен на учёбу в Военную академию имени М. В. Фрунзе, после окончания которой в мае 1934 года назначен на должность начальника штаба 46-го Уральского кавалерийского полка (11-я кавалерийская дивизия имени Морозова, Приволжский военный округ), дислоцированного в Уральске. С февраля 1935 года служил в 8-й кавалерийской дивизии (ОКДВА) на должности командира 87-го кавалерийского полка, а с июля 1937 года — на должности командира 85-го кавалерийского полка этой же дивизии.
В ноябре 1938 года переведён в 3-й кавалерийский корпус (Белорусский Особый военный округ), дислоцированный в Минске, в составе которого служил в штабе корпуса на должностях помощника начальника и врид начальника 1-го отделения, помощника начальника штаба корпуса.
22 февраля 1939 года майор И. Г. Пронин назначен на должность начальника 1-го отделения 6-го кавалерийского корпуса имени И. В. Сталина, находясь на которой в сентябре 1939 года принимал участие в ходе похода Красной армии в Западную Белоруссию.
В июне 1940 года назначен начальником оперативного отдела — заместителем начальника штаба 11-й армии (Белорусский Особый военный округ), однако в ноябре того же года направлен на учёбу в Академию Генштаба РККА.

### Великая Отечественная война
С началом войны полковник И. Г. Пронин в июле 1941 года окончил академию и назначен на должность командира 51-й кавалерийской дивизии, сформированной в г. Даурия (Забайкальский военный округ) на базе ранее расформированных 15-й и 22-й кавалерийских дивизий. С августа дивизия в составе Забайкальского фронта вела охрану государственной границы СССР с Маньчжурией по реке Аргунь на участке Калайстуй — Новоцурухайтуй. В период с 28 января по 19 февраля 1943 года 51-я кавалерийская дивизия по железной дороге передислоцирована на Брянский фронт, где включена в состав формировавшегося 19-й кавалерийский корпус, однако весной того же года в составе корпуса передана в 60-ю армию (Центральный фронт), после чего занималась строительством оборонительных укреплений по реке Сейм на льговском направлении.
В июне 1943 года назначен на должность заместителя командира 19-го кавалерийского корпуса по строевой части, однако в июле управление корпуса было расформировано, а полковник И. Г. Пронин переведён на должность заместителя начальника Краснознамённой высшей офицерской кавалерийской школы Красной армии имени С. М. Буденного в Москве.
В октябре 1943 года назначен на должность начальника кафедры кавалерии Военной академии имени М. В. Фрунзе, находясь на которой неоднократно направлялся командующим кавалерией Красной армии С. М. Будённым на фронты в кавалерийские корпуса. С ноября 1943 года находился на должности заместителя командира по строевой части 7-го гвардейского кавалерийского корпуса (Белорусский фронт) и одновременно исполнял должность начальника штаба корпуса. Принимал участие в подготовке и проведении Калинковичско-Мозырской наступательной операции и планировал боевые действия корпуса в ходе рейда по тылам противника.
В марте 1944 года вернулся в Военную академию имени М. В. Фрунзе на прежнюю должность начальника кафедры кавалерии.

### Послевоенная карьера
После окончания войны полковник И. Г. Пронин находился в распоряжении командующего кавалерией Красной армии и в сентябре 1945 года назначен на должность начальника штаба 29-го стрелкового корпуса (Кубанский военный округ, с марта 1946 года — Северокавказский военный округ). С марта 1947 года находился в распоряжении Управления кадров Сухопутных войск и в сентябре назначен начальником 1-го отдела Управления боевой и политической подготовки Беломорского военного округа.
Полковник Иван Георгиевич Пронин 14 июня 1950 года вышел в запас. Умер 30 апреля 1961 года в Москве.

## Награды
- Орден Ленина (21.02.1945);
- Два ордена Красного Знамени (03.11.1944, 20.06.1949);
- Медали.